# Димитрий (Вознесенский)
Архиепи́скоп Дими́трий (в миру Никола́й Фёдорович Вознесе́нский; 7 [19] мая 1871, Курская губерния — 31 января 1947, Ленинград) — епископ Русской православной церкви, архиепископ Хайларский, викарий Харбинской епархии. Духовный писатель.

## Биография

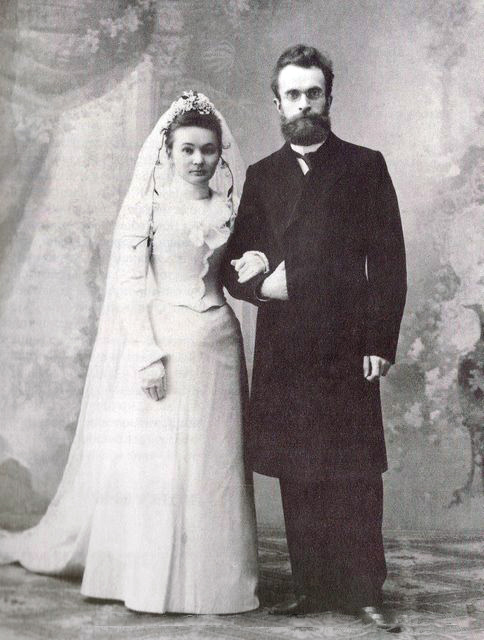
С женой Лидией. Курск

Родился 7 мая 1871 году в Курской губернии в мещанской семье, рано осиротел. В речи при хиротонии он вспоминал, что детство, «полное лишений и бедности», и раннее сиротство дали ему «ту закалённость жизни, при которой не только академическая, но и семинарская обстановка являлись и милостью Божией, и прямым счастьем…».
После окончания Московской духовной семинарии в 1893 году, он волонтёром поступил в Московскую духовную академию, которую окончил в 1897 году со званием действительного студента. В конце 1897 года представил кандидатское сочинение на 690 страницах, «Происхождение и первоначальная история беспоповщины», которое было высоко оценено заслуженным ординарным профессором по кафедре древней гражданской истории Н. Ф. Каптеревым. 3 февраля 1898 года получил звание кандидата богословия.

### Преподаватель
23 июля 1898 года определён преподавателем обличительного богословия, истории и обличения русского раскола и местных сект в Курскую духовную семинарию. Кроме того, преподавал русскую историю в женской гимназии.
С августа 1898 по август 1902 года — противораскольничий миссионер по Курскому и Обоянскому уездам. Устраивал со старообрядцами диспуты и собеседования, на которые приглашал учеников.
15 октября 1902 года назначен заведующим общежитием своекоштных воспитанников (то есть обучающихся за свой счёт) при Курской духовной семинарии.
Женился на Лидии Васильевне, в 1903 году у них родился сын Георгий, в будущем — первоиерарх Русской Православной Церкви Заграницей, митрополит Филарет (Вознесенский).
В 1903 году получает чин коллежского асессора. Казёнщина, сухость, безжизненность, наблюдаемые им, и сознание собственного бессилия подняться над рутиной побудили «оставить службу в семинарии в данном её виде». 1 сентября того же года уволен согласно прошению от духовно-училищной службы.
В декабре 1903 года был командирован в Санкт-Петербург на I Съезд преподавателей военных учебных заведений, где выступил с докладом «О значении теории словесности и её месте в курсе кадетских корпусов».
В 1903—1905 годах он преподавал в Сумском кадетском корпусе.

### Священническое служение в Харькове
26 июня 1905 года в Харькове архиепископом Харьковским Арсением (Брянцевым) был рукоположён во священника к Иоанно-Усекновенской кладбищенской церкви в Харькове.
В том же году стал преподавателем Закона Божия в 1-м харьковском реальном училище.
27 марта 1906 года назначен настоятелем Стратилатовской церкви при харьковской Александровской больнице.
В том же году стал настоятелем частном училище Буракова и частной гимназии Давиденко. С 1907 года преподавал во 2-м харьковском реальном училище.
Высказывался за необходимость радикальной реформы духовной школы, за возможность свободного выхода из семинарии в светские гимназии. По его мнению, знание естественное, чувственно-опытное, и сверхъестественное, откровенное свыше и постигаемое верою должны даваться не только одновременно, но и в одном целостном, органически-слитом процессе. Свои педагогические идеи он изложил в брошюре «Как преобразовать наши духовные училища и семинарии?: (Со стороны учебных курсов)», выпущенной в 1906 году.

### Священническое служение в Благовещенске

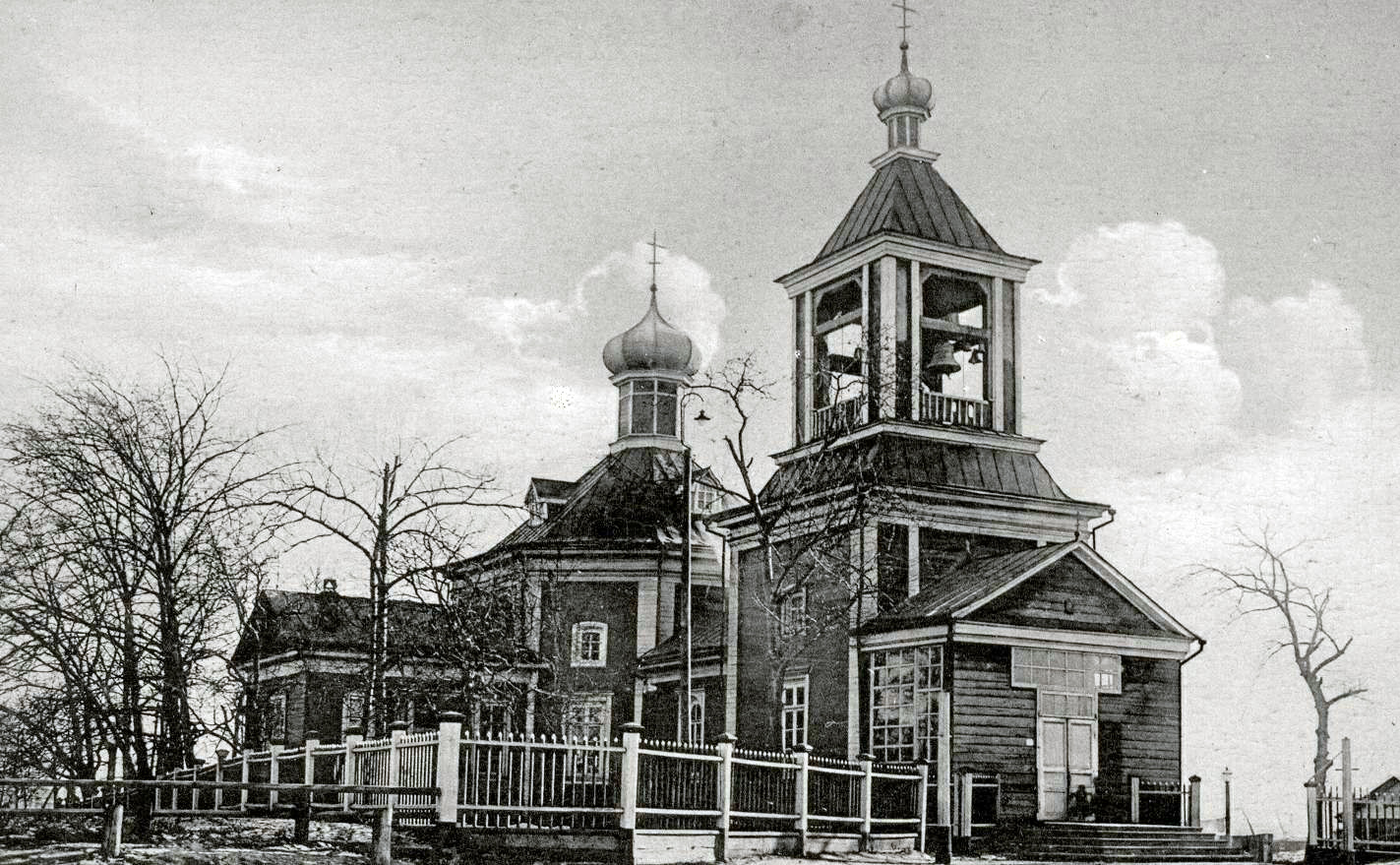
Градо-Благовещенский собор

18 августа 1909 года переведён на должность кафедрального протоиерея при градо-Благовещенском соборе в городе Благовещенске.
За время служения в Благовещенске состоял председателем Совета Благовещенского православного братства Пресвятой Богородицы, входил в состав Совета Иоанно-Богословского Братства вспомоществования недостаточным воспитанникам Благовещенской духовной семинарии и соединённого с нею духовного училища, был наблюдателем за преподаванием Закона Божия в низших школах Министерства народного просвещения, епархиальным цензором проповедей.
В феврале 1910 года организовал в помещении Никольской школы Благовещенска был организован ряд бесплатных чтений для интеллигенции по вопросам веры и жизни христианской, на которых он сам выступал с лекциями: «Разбор трагедии Л. Андреева „Анатэма“ с положительно-христианской точки зрения»; «Брак с христианской точки зрения», «Причины современного неверия», «Смерть и воскресение». Лекции сопровождались исполнением духовных песнопений, большим знатоком которых он был.
В ноябре 1910 года стал председателем только что открытого Благовещенского общества трезвости.
С февраля 1911 года по январь 1912 года состоял редактором «Благовещенских епархиальных ведомостей».
В 1913—1914 годах на курсах для учащих в церковно-приходских и министерских школах протоиерей Николай читал лекции по методике Закона Божия. В 1915 году опубликовал «Лекции по методике Закона Божия».
С началом Первой мировой войны в приходах Благовещенска образовывались особые попечительства о семействах прихожан, призванных на войну. В сентябре 1915 года учреждён был Епархиальный комитет по устройству быта беженцев, председателем коего избрали отца Николая.
Насущнейшей потребностью времени он считал не изменение форм церковной организации, а нравственное оздоровление приходской жизни через оживление деятельности братств, организацию осмысленной идейной церковной жизни и поднимал вопрос о восстановлении древне-церковной дисциплины «прежде всего в отношении к особенно соблазнительным, явным и грубым порокам».

### Священническое служение в Китае
В 1920 году выехал в Харбин, где 1 июня того года был назначен вторым священником Харбинского Николаевского собора.
В 1921—1922 году скончалась его супруга, Лидия Васильевна. После этого на него легли все заботы о воспитании двух сыновей и трёх дочерей.
Начиная с 1921 года стал готовить и издавать учебные пособия по истории Христианской Церкви и православно-христианскому нравоучению и богослужению. По отзыву архиепископ Нафанаила (Львова), «им были составлены лучшие учебники Закона Божия, по которым училась русская молодёжь всего Дальнего Востока».

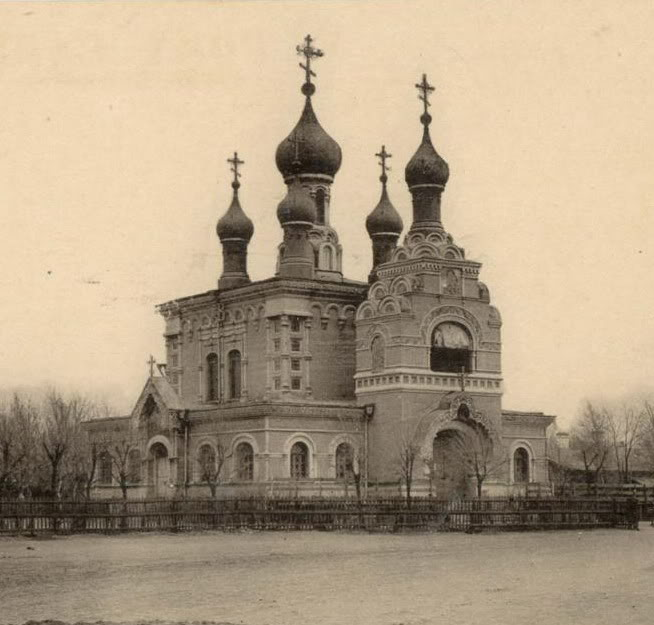
Храм в честь Иверской иконы Божией Матери в Харбине

В 1923 году назначен настоятелем Иверской церкви Харбина.
Со времени прибытия в Харбин и до начала 1925 года был преподавателем Закона Божия в Коммерческом училище Китайской Восточной железной дороги, одном из лучших учебных учреждений Харбина. В октябре 1924 году китайское правительство передало КВЖД Советской России вскоре после чего преподавание Закона Божия в учебных заведениях Харбина было отменено. После этого встала необходимость организации специальных лекций или курсов по богословию для молодёжи, дабы создать противовес атеистической пропаганде.
В 1925—1926 годах под его редакцией выходил нравственно-церковный журнал «Вера и Жизнь». С 1926 года при Харбинском Казанском монастыре стал издаваться православный журнал «Хлеб Небесный», для которого владыка Димитрий в течение многих лет оставался постоянным и прилежным автором.
При ближайшем участии отца Николая, который стал их бессменным заведующим, в 1928 году в Харбине открыты были Пастырско-богословские курсы, просуществовавшие до лета 1934 года.
Вошёл в число инициаторов создания Братства Святой Руси, которое родилось в Белграде в Николин день 1933 года и было возглавлено митрополитом Антонием (Храповицким). Основной задачею Братства был поиск путей преодоления разобщённости русской эмиграции, в которой возникло много различных организаций. Предполагалось все места расселения русских людей покрыть сетью братских организаций, объединяющихся в каждой местности под главенством «высшего для каждой данной местности представителя Православной Церкви». По мнению отца Николая церковное разделение в русской эмиграции коренилось в различии ответов на вопрос: «Быть ли в Зарубежной Русской Церкви во главе её строю соборному, иль — единоличному, а с тем вместе — объединённому иль разобщённому». Поэтому он высказался и против предложения митрополита Евлогия (Георгиевского) о создания 4 автономных церковных округов, называя этот проект «печальным наследием революционной заразы». По его мнению указ патриарха Тихона от 7/20 ноября 1920 года «представляя временную обособленность и самостоятельность епархии, оторванной от связи с патриаршим центром, <…> определенно затем требует именно объединённого и соборного решения вопросов».
24 сентября 1933 года был пострижен в монашество с именем Димитрий, а на следующий день — возведён в достоинство архимандрита.

### Епископское служение в Китае

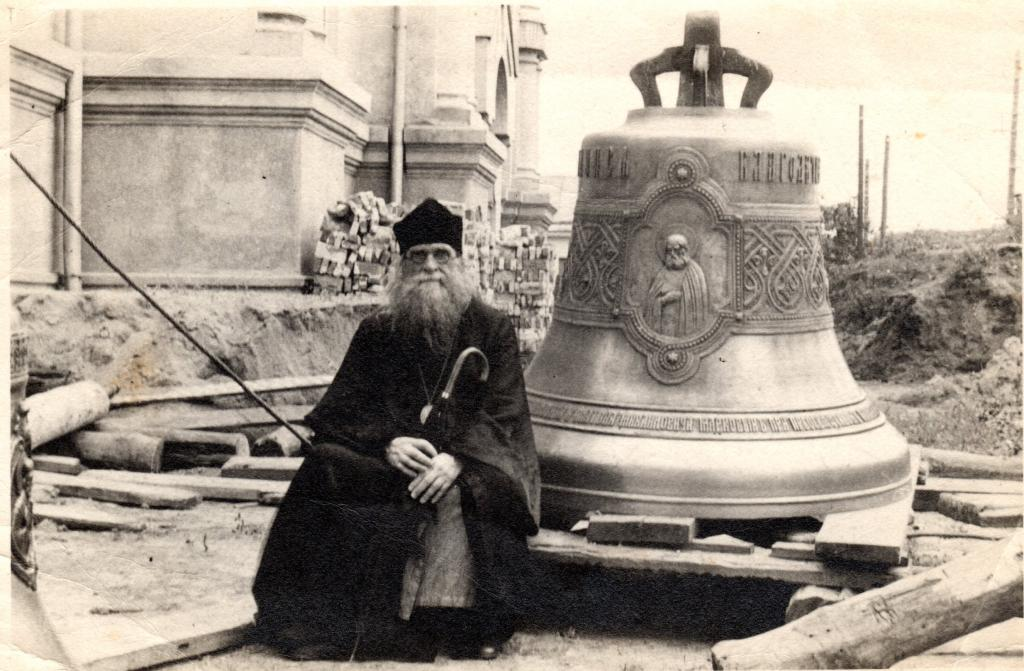
Епископ Димитрий на строительстве храма в Харбине

2 июня 1934 года в Харбинском Иверском храме архимандрит Димитрий был наречён, а 3 июня того же года в кафедральном Николаевском соборе хиротонисан во епископа Хайларского, викария Харбинской епархии. Чин наречения и хиротонии совершен был архиепископом Харбинским и Маньчжурским Мелетием (Заборовским), архиепископом Камчатским и Петропавловским Нестором (Анисимов) и епископом Пекинским и Китайским Виктором (Святиным). Оставлен настоятелем Иверской церкви ввиду временной невозможности пребывания в Хайларе.
В 1934 году трудами владыки при его Иверской церкви была открыта бесплатная «Серафимовская столовая» с четырьмя приютами для бедных, сирот и престарелых.
В августе 1934 года епископ Димитрий стал председателем Правления только что открытого Богословского факультета при Харбинском институте святого Владимира.
Епископ Димитрий как представитель Дальневосточных епархий принял участие в Совещании по вопросу об установлении мира и единства в Русской Православной Церкви Заграницей, состоявшемся в октябре-ноябре 1935 года по инициативе и под председательством Сербского патриарха Варнавы. Епископ Димитрий исполнял обязанности секретаря Совещания.
30 октября 1935 года Архиерейский Собор Русской Зарубежной Церкви, осудив софиологию протоиерея Сергия Булгакова как ересь, поручил епископу Димитрию, а также епископу Тихону (Лященко), епископу Иоанну (Максимовичу) и графу Павлу Граббе «дальнейшее опровержение лжеучений прот. Булгакова».
После Совещания, в начале 1936 года по поручению Архиерейского Синода Зарубежной Церкви совершил поездку в Индию для изучения вопроса о возможности присоединения Индийской Церкви, возглавляемой католикосом Григорием-Василием, которая несколькими годами ранее отложилась от антихалкидонитского Сирийского патриарха и в 1935 году высказала стремление к воссоединению с Православной Церковью через посредство Церкви Русской. Вначале он прибыл в Иерусалим, а 10 февраля 1936 года отбыл в Индию где провёл двадцать дней. Разъезжая по раджанату Траванкор и встречаясь с местными христианами, он рассказывал о Русской Церкви и положении православных в оккупированной большевиками России, проповедуя Учение Христово при содействии двух переводчиков (с русского на английский и с английского на малабарский язык). Одним из спутников владыки был архимандрит Андроник (Елпидинский). По докладу епископа Димитрия о поездке Архиерейский Собор Зарубежной Церкви принял постановление от 15/28 сентября 1936 года признать необходимыми дальнейшие переговоры и учредить в Малабре русскую православную миссию, благословив поехать туда сына преосвященного Димитрия игумена Филарета (Вознесенского).
Ещё в 1935 году при Харбинском богословском факультете был образован кружок Апостола и Евангелиста Иоанна Богослова. В сентябре 1938 года епископ Димитрий стал его первым почетным членом, а в ноябре утвердил устав Братства и с этого времени Кружок стал именоваться Братством под почётным председательством епископа Димитрия. Основной работой братства стала издательская деятельность, и за довольно короткий срок удалось подготовить и выпустить 17 книг и брошюр религиозно-нравственного содержания. Это были не только переиздания, но и книги совсем новые: «Жития Святых» по святителю Димитрию Ростовскому, книги о старцах Оптиной пустыни — Макарии и Амвросии, целый ряд изданий Братства был посвящён святому апостолу Иоанну. Епископ Димитрий активно участвовал в редактировании и составлении этих изданий.
В 1939 году в Харбине была открыта и духовная семинария. Для забот о материальном устроении её создавался Попечительский Совет семинарии, председателем которого стал епископ Димитрий.
Вместе с митрополитом Харбинским Мелетием (Заборовским) проявил особенную ревность к защите веры Православной, ведя войну против принуждения японцами русских людей поклоняться богине Аматерасу, невзирая на угрозы и репрессии со стороны японской администрации.
В 1944 году Епископским совещанием Харбинской епархии по воле митрополита Мелетия епископ Димитрий был возведён в сан архиепископа. Такое действие означало оторванность от Архиерейского Синода РПЦЗ, в ведении которого находилось присвоение клирикам наград.
В июле 1945 года состоялось Епископское совещание в Харбине по вопросу о принятии новой юрисдикции. Решено было просить Патриарха Алексия о переходе в Московский Патриархат. В эти годы архиепископ Димитрий уже тяжело болел.
18 августа 1945 года на харбинском аэродроме был высажен десант Красной Армии. На следующее утро тысячи празднично одетых людей (многие с цветами) стали стихийно собираться на центральной — Соборной площади. В соборе в это время архиепископ Камчатского Нестор (Анисимов) в сослужении викариев Харбинской епархии: архиепископа Хайларского Димитрия (Вознесенского) и епископ Цицикарского Ювеналия (Килина) совершал торжественный благодарственный молебен по случаю освобождения от японского ига.
27 декабря 1945 года Священный Синод Русской православной церкви постановил считать воссоединенными с Русской Православной Церковью с 26 октября 1945 архипастырей: митрополита Харбинского Мелетия, архиепископа Димитрия (Вознесенского), архиепископа Нестора (Анисимова), архиепископа Виктора (Святина), епископа Цицикарского Ювеналия и начальника Корейской Миссии архимандрита Поликарпа (Приймака), клир и мирян Харбинской епархии. В пределах Китая и Кореи был образован единый митрополичий округ с присвоением митрополиту титула Харбинский и Восточно-Азиатский. Хайларское и Цицикарское викариатства Харбинской епархии упразднялись, а архиепископ Димитрий и епископ Ювеналий (Килин) должны были вернуться в Россию.

### В СССР
Престарелый и тяжело больной архиепископ Димитрий, терявший голос из-за опухоли голосовых связок, 29 сентября 1946 года выехал из Харбина в сопровождении своего келейника иеромонаха Иосифа (Павлова). 23 октября он прибыл в Москву и вскоре перенёс операцию на горле, к нему вернулся голос, и уже на праздник Рождества Христова он мог служить, о чём сообщил в письме, переданном детям в Харбин.
Направил на имя Сталина привезенные с собой списки схваченных сотрудниками НКВД русских жителей зоны КВЖД, настаивая на их немедленном освобождении. По-видимому, это обращение послужило поводом к устранению архиепископа Димитрия от церковной деятельности: он был определён на покой в Псково-Печерский монастырь, хотя определённо выразил Ленинградскому и Новгородскому митрополиту Григорию (Чукову) своё намерение добиваться назначения на кафедру.
Проездом в Псково-Печерский монастырь останавливался в Ленинграде, посетил Ленинградскую духовную академию. Сильно простудился при переезде от железнодорожной станции до монастыря, что вызвало обострение давнего хронического заболевания. 29 января 1947 года умиравшего архиепископа Димитрия доставили поездом из Печор в Ленинград в пользовавшуюся крайне дурной репутацией «Больницу в память 25 Октября» на набережной реки Фонтанки, где он скончался два дня спустя. Обострение другой давней болезни и явно неуклюжая попытка лечения в Ленинграде породили как в СССР, так и в эмиграции слухи, что несговорчивый архиерей, не скрывавший своих антисоветских убеждений, был убит большевиками.
Чин отпевания 2 февраля 1947 года в Николо-Богоявленском соборе совершали митрополит Ленинградский и Новгородский Григорий (Чуков) и епископ бывший Шанхайский Ювеналий (Килин). Погребён на Больше-Охтенском кладбище справа от храма.

## Сочинения
- Как преобразовать наши духовные училища и семинарии? (Со стороны учебных курсов), Харьков, 1906. — 70 с.
- Христианская благотворительность в условиях нашего времени // «Вера и разум». 1909. — № 13/14. — С. 161—215;
- Разбор трагедии Л. Андреева «Анатэма» с положительно-христианской точки зрения. Благовещенск, 1910;
- Лекции по методике Закона Божия // Благовещенские Епархиальные Ведомости. 1915. — № 1. — С. 4-19; № 3. — С. 59-69; № 4. — С. 91-98; № 5. — С. 137—144; № 6. — С. 181—186; № 8. — С. 211—220; № 9. — С. 245—259; № 11. — С. 297—305; № 12. — С. 327—333; № 13. — С. 350—357; № 14. — С. 376—384; № 15. 405—421; № 17. — С. 457—464; № 18. — С. 487—499; № 19. — С. 517—532; № 20. — С. 549—560; № 21. — С. 573—587; № 22. — С. 601—616; № 24. — С. 657—667;
- История Русской Церкви. Харбин, 1921, 1935
- Христианское мировоззрение. Шанхай, 1921;
- Краткие сведения из истории христианской Церкви. Харбин, 1921, 1927;
- История православной христианской Церкви: От основания Церкви до разделения Церквей в 1054. Харбин, 1922; 1936;
- Христианская жизнь: Учебный курс по правосл.-христ. нравоучению. Харбин, 1924;
- О судьбе человека // Вера и жизнь. 1925. — № 6/7. — С. 30-39;
- Плюсы и минусы Харбинской православно-церковной жизни // Там же. 1925. — № 4. — С. 64-77; № 6/7. — С. 79-88;
- Христианская жизнь: Учеб. Харбин, 1925, 1927;
- Православно-христианское богослужение: Учеб. Харбин, 1926;
- Катехизис: (Учеб.). Харбин, 1930;
- Краткий молитвенник для учащихся русской правосл. школы. Харбин, 1931;
- Воскресение или суббота?: (Ответ адвентистам). Харбин, [1932];
- Краткий православный христианский катехизис. Харбин, 1931;
- Приснопамятный прот. о. Иоанн Ильич Сергиев Кронштадтский. Харбин, 1933;
- Слово при наречении в епископа // Хлеб небесный. 1934. — № 7. — С. 14-19.
- Грехи Парижской прессы в вопросе о смуте в Заграничной Русской Церкви // Хлеб небесный. 1934. — № 9. — С. 22-23;
- Апокалипсис в перспективе ХХ-го века, Харбин, 1935; М.: ПСТГУ, 2009.
- Детский молитвослов. Харбин, 1935;
- Детский молитвослов, с простейшими разъяснениями текстов молитв. Харбин, 1935; Шанхай, 1948.
- Св. Земля // Хлеб небесный. 1936. — № 4. — С. 8-10; № 5. — С. 8-10;
- Св. Земля // Китайский благовестник. 1936. Окт. — С. 10-12; Нояб. — С. 8-14;
- Патриарх-миротворец // Русское Зарубежье Святейшему Патриарху Варнаве, по случаю 25-летия епископского служения. Новый Сад, 1936. — С. 25-31;
- Православная русская проповедь: (Лекции по гомилетике). Харбин, 1937;
- Отчёт о поездке к сирийским христианам Индии // Хлеб Небесный. 1937. — № 1. Прил. — С. 1-8; № 2. Прил. — С. 1-4;
- Дружный отпор насильникам нашей религии: Слово на всерелигиозном собрании 7 февр. // Там же. — № 3. — С. 16-17;
- Домашний молитвослов (для усердствующих). Харбин, 1937, 1943;
- Сокращённый православный катехизис. Харбин, 1938. Омск, 1991 р;
- Жизнь студенческая в МДА за моё время (1893—1897 гг.) // Хлеб Небесный. 1939. — № 1. — С. 4-7;
- Новогодние думы // Хлеб Небесный. 1939. — № 1. — С. 19-21;
- Псалтирь: (Что такое представляет собой она для верующего человека) // Хлеб Небесный. 1939. — № 2. — С. 15-18;
- Долг и мерность (к 50-летнему юбилею высокопреосв. архиепископа Мелетия) // Хлеб Небесный. — № 10. — С. 10-12;
- Мысли православного богослова по поводу книги прот. И. Шадрина «Отчего произошел раскол Русской Церкви» (Харбин, 1937) // Хлеб Небесный. 1941. — № 9/10. — С. 47-50;
- Псалтирь Протолкованная. Харбин, 1941. — Т. 1;
- Думы о наших днях и днях последних (с ночи на Пасху) // Хлеб небесный. 1942. — № 6. — С. 4-14;
- Требник. Молитвослов для усердствующих. М., 1999.

без года, прибл 1914—1918 годы
- Дневник Мурзилки: Повесть-сказка о путешествиях, странствиях, шалостях и проказах маленьких лесных человечков, Харбин,
- Волк и коза: Сказки. Харбин